# Andrzej Gottner
Andrzej Gottner (ur. 18 lipca 1941 w Lublinie, zm. 17 grudnia 2018) – polski szermierz, trener reprezentacji Polski we florecie kobiet i mężczyzn.

## Życiorys
Pochodził z Lublina.
Absolwent AWF Warszawa oraz Akademii Szermierczej Włoch. Trener szermierki. Florecista i szablista w AZS Lublin (1953-61), AZS AWF Warszawa (1961-67). Drużynowy wicemistrz Polski (1963) i brązowy medalista (1962). Młodzieżowy mistrz Polski we florecie (1958), wicemistrz juniorów we florecie (1961). 
Był drugim trenerem floretowej reprezentacji Polski na XX Letnie Igrzyska Olimpijskie w Monachium w 1972, na których Witold Woyda wywalczył złoty medal, podobnie jak polska drużyna florecistów (Lech Koziejowski, Witold Woyda, Marek Dąbrowski, Arkadiusz Godel, Jerzy Kaczmarek). Następnie w latach (1973–74 i 1985-88) był pierwszym trenerem kadry narodowej florecistek, a w latach 1974–1975 pierwszym trenerem kadry florecistów. Jako trener klubowy związany był z AZS Lublin (1967-72), AZS-AWF Warszawa (1972-74 i 1981-88), Marymontem Warszawa 1974-1977), FC Offenbach (1977-1981) oraz Legią Warszawa (1989-1992) a pod koniec kariery trenerskiej z włoskimi klubami we Friuli oraz Padwie (1992-2010).